# Blake Ferguson

a Compétitions nationales et continentales officielles uniquement.

b Matchs officiels uniquement.
Blake Ferguson, né le 20 mars 1990 à Bankstown (Australie), est un joueur de rugby à XIII australien évoluant au poste d'ailier, de centre ou d'arrière. Il fait ses débuts en National Rugby League (« NRL ») avec les Sharks de Cronulla-Sutherland lors de la saison 2009, il rejoint ensuite les Raiders de Canberra en 2011 puis les Roosters de Sydney en 2015. Entre 2019 et 2021, Blake Ferguson évolue aux Parramatta Eels. Il a également revêtu le maillot de la sélection du « Country » lors du City vs Country Origin en 2012 ainsi que la Nouvelle-Galles du Sud pour le State of Origin depuis 2013, enfin il a également été appelé en sélection d'Australie avec laquelle il participe au Tournoi des Quatre Nations 2016.

## Biographie
Cousin d'Anthony Mundine, ex-treiziste devenu boxeur et converti à l'islam sunnite, Blake Ferguson suit son chemin et se convertit également en faisant sa shahada le 11 décembre 2013. Cela intervient après avoir été viré des Raiders de Canberra à la suite de ses nombreux démêlés judiciaires (agression envers une femme en juin 2013, agression sur des patrons de boites de nuit en novembre 2012). Fin 2017, il admet avoir des problèmes liés à la dépendance aux jeux d'argent.

## Palmarès
- Collectif :
  - Vainqueur du Tournoi des Quatre Nations : 2016 (Australie).
  - Vainqueur du State of Origin : 2019 (Nouvelle-Galles du Sud).
  - Vainqueur de la National Rugby League : 2018 (Sydney Roosters).

- Inidividuel :
  - Élu meilleur ailier de la National Rugby League : 2018 (Sydney Roosters).

### En club

#### Statistiques
| Saison | Club                       | Compétition           | Matchs | Points | Essais | Goals | Drops |
| ------ | -------------------------- | --------------------- | ------ | ------ | ------ | ----- | ----- |
| 2009   | Cronulla-Sutherland Sharks | National Rugby League | 20     | 36     | 9      | -     | -     |
| 2010   | Cronulla-Sutherland Sharks | National Rugby League | 22     | 28     | 7      | -     | -     |
| 2011   | Canberra Raiders           | National Rugby League | 24     | 60     | 13     | 4     | -     |
| 2012   | Canberra Raiders           | National Rugby League | 25     | 52     | 13     | -     | -     |
| 2013   | Canberra Raiders           | National Rugby League | 11     | 60     | 10     | 10    | -     |
| 2014   | Penrith Panthers           | National Rugby League | 22     | 60     | 15     | -     | -     |
| 2015   | Sydney Roosters            | National Rugby League | 19     | 40     | 10     | -     | -     |
| 2016   | Sydney Roosters            | National Rugby League | 22     | 48     | 11     | 2     | -     |
| 2017   | Sydney Roosters            | National Rugby League | 22     | 44     | 11     | -     | -     |
| 2018   | Sydney Roosters            | National Rugby League | 25     | 80     | 17     | 6     | -     |
| 2019   | Parramatta Eels            | National Rugby League | 19     | 40     | 10     | -     | -     |
| 2020   | Parramatta Eels            | National Rugby League | 20     | 16     | 4      | -     | -     |
| 2021   | Parramatta Eels            | National Rugby League | 0      | -      | -      | -     | -     |